# Petralia Sottana
Petralia Sottana es una localidad italiana de la provincia de  Palermo, región de Sicilia, con 3.087 habitantes.

Ubicación de la ciudad de Petralia Sottana dentro de la provincia de Palermo.

## Evolución demográfica
| Gráfica de evolución demográfica de Petralia Sottana entre 1861 y 2001 |
|                                                                        |
| Fuente ISTAT - Elaboración gráfica por parte de Wikipedia              |